# 阿赖区
阿赖区（羅馬化：Alay rayonu）是吉尔吉斯斯坦西南州份奧什州下辖的一个区。该区治所位于古利恰。阿赖区东面与中华人民共和国接壤，南面与塔吉克斯坦接壤。该区面积为6,821平方（2,634平方英里），2009年常住人口为72,170人。